# Revista da Federação Académica de Lisboa
Revista da Federação Académica de Lisboa criou-se em 1915, dois anos após o nascimento da antiga e extinta primeira Federação Académica de Lisboa. O próprio início da revista refere que as associações académicas realizam o sonho d’ outras gerações ao fundarem em 1913 a referida fundação. Defendem a necessidade de fazer renascer Portugal, em que os estudantes, por meio das suas iniciativas, também teriam um papel importante.